# 上山市立南中学校
上山市立南中学校（かみのやましりつ みなみちゅうがっこう）は、山形県上山市長清水三丁目にある公立中学校。
略称は「上南」（かみなん）。上山市内では「南中」（なんちゅう）とも呼ばれる。

## 教育目標
1. 英知　確かな学力と表現力を身につける生徒　楽しく学ぶ
2. 健康　ねばり強く最後までやり抜く生徒明るく働く
3. 友愛　相手の立場になって行動する生徒　友愛溢れる
4. 自立　目標を持って自分を高める生徒　正しく歩む[2]

## 沿革
- 1971年（昭和46年）4月 - 上山中学校と西郷中学校が分離統合し上山市立南中学校設置。「上山校舎」と「西郷校舎」に分かれて授業開始[3]。

- 1972年（昭和47年）4月 - 上山市民プールが移管し学校プールに[3]。
- 1973年（昭和48年）4月 - 現在地（旧上山中学校校舎）にて授業開始[3]。
- 1973年（昭和48年）11月 - 校旗制定[3]。
- 1980年（昭和55年）8月 - 校舎改築起工式[3]。
- 1981年（昭和56年）6月 - 創立10周年記念。校舎改築工事竣工記念式挙行[3]。
- 1985年（昭和60年）8月24日 - 教育後援会が発足[3]。
- 1986年（昭和61年）10月 - 創立15周年。教育碑除幕式を挙行[3]。
- 1987年（昭和62年）6月 - 野球場フェンス延長[3]。
- 1988年（昭和63年）9月 - テニスコート2面完成[3]。
- 1991年（平成3年）3月 - 武道館完成[3]。事業費約1億2千万円。
- 1992年（平成4年）7月 - 南校舍の大規模改修工事を実施[3]。
- 1994年（平成6年）7月 - 新プール完成[3]。
- 1998年（平成10年）3月 - 体育館屋根の改修工事を実施[3]。
- 2003年（平成15年）
  - 4月1日 - 2学期制導入[3]。
  - 4月 - 翌2004年度年まで学力向上フロンティアスクール指定[3]。
- 2012年（平成24年）6月 - 南校舎耐震化工事竣工[3]。
- 2014年（平成26年）2月 - 昇降口棟・小ホール棟耐震化工事竣工[3]。
- 2017年（平成29年）
  - 6月 - 体育館耐震補強工事・床張替工事に着手[3]。
  - 10月 - 武道館吊り天井耐震化工事竣工[3]。
  - 12月 - プールろ過機改修工事に着手[3]。
- 2022年（令和3年）2月 - 校舎内 無線LANルーター設置工事に着手[3]。

## 象徴

### 校章
上山と南の頭文字を山２つにアレンジ。天を仰ぐ崇高な心と南中の発展向上の願いを単純明快に表現。

### 校歌
- 作詞：真壁仁
- 作曲：福井文彦

## 学区
- 上山市立南小学校学区[4]

## 生徒数・教職員数
| 1年  | 1年  | 2年  | 2年  | 3年  | 3年  | 計   | 計   | 総計 |
| 男子 | 女子 | 男子 | 女子 | 男子 | 女子 | 男子 | 女子 | 総計 |
| ---- | ---- | ---- | ---- | ---- | ---- | ---- | ---- | ---- |
| 63   | 56   | 67   | 44   | 59   | 67   | 189  | 167  | 356  |

教職員数　34名
平成30年11月1日現在

## 出身有名人
- 梅津智弘（元プロ野球選手）
- 秋葉勝（元プロサッカー選手）
- 半田陸 (プロサッカー選手 ガンバ大阪所属 サッカー日本代表)

## 所在地
- 山形県上山市長清水三丁目7-1